# Astrologia giudiziaria

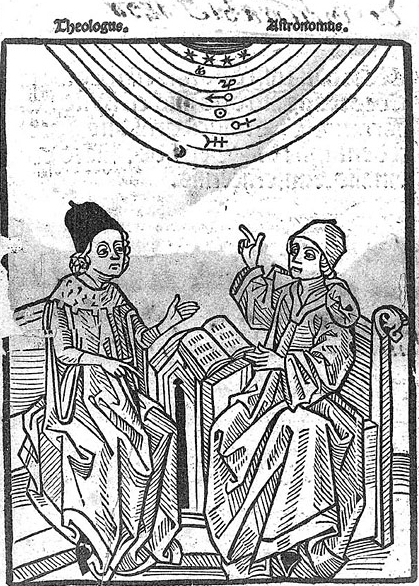
Illustrazione dal Concordantia astronomie cum theologia, di Pierre d'Ailly (1490)

L'astrologia giudiziaria (o previsionale) concerne quella branca dell'astrologia specificamente rivolta alla divinazione e alla predizione del futuro, a differenza della cosiddetta «astrologia naturale» basata invece sulla semplice osservazione degli astri con cui storicamente ci si limitava a effettuare diagnosi in ambito medico o previsioni meteorologiche.
Per le sue implicazioni magiche e potenzialmente inclini a un'intromissione deterministica nelle scelte umane, l'astrologia giudiziaria fu spesso considerata eretica dalla Chiesa cattolica, mentre quella naturale era ritenuta lecita tanto da essere insegnata come una parte delle scienze o della filosofia della natura.

## Storia del concetto

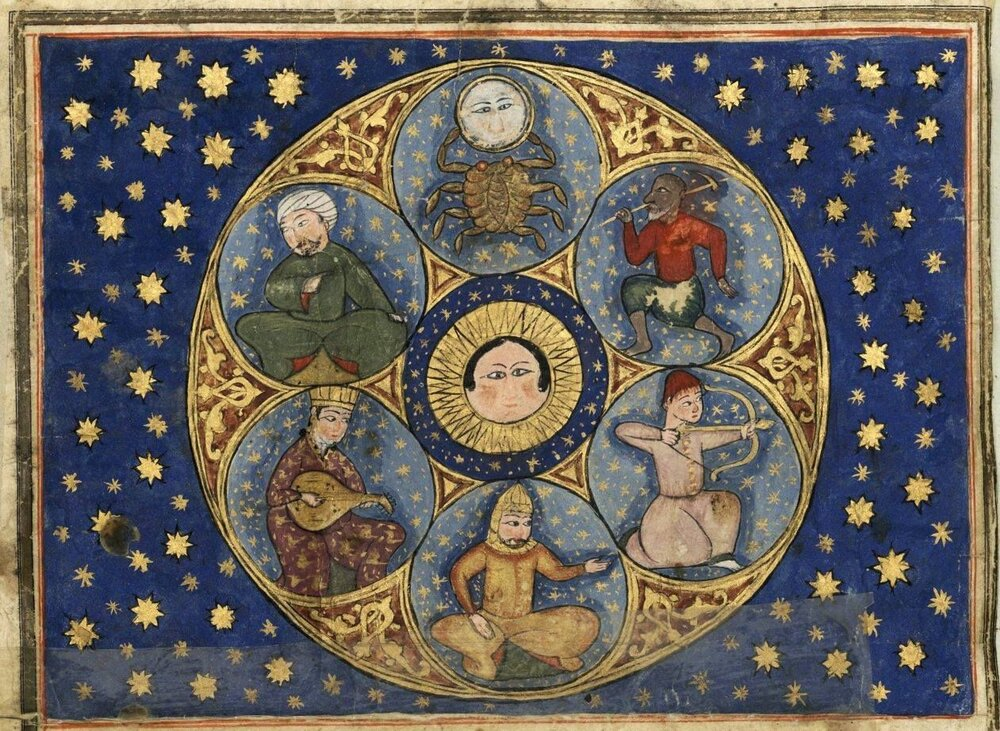
Miniatura islamica raffigurante i sette pianeti classici, in un manoscritto di Zakariya al-Qazwini intitolato Meraviglie della Creazione.

L'espressione «astrologia giudiziaria» cominciò ad essere utilizzata solo a partire dal XII secolo, in seguito all'introduzione in Europa delle traduzioni di trattati arabi sull'astrologia, scritti da autori come Albumasar, Abenragel, Albohali, Ibn Ezra. Da allora le parole iudicia astrorum («giudizi degli astri»), ed altre simili, entrarono nel lessico astrologico come traduzione dell'arabo ahkām al-nujūm, dando vita a un dibattito sulla liceità di ammettere un fatalismo degli influssi cosmici incompatibile col libero arbitrio umano.
Nell'antica Grecia non c'era un termine equivalente a quello di astrologia giudiziaria, sebbene si indicasse con genetliaca quella rivolta a indagare i temi natali individuali, e con apotelesmatica quella che studiava «gli effetti degli astri». Tolomeo in particolare distingueva l'aspetto teorico, chiamato «astronomia», da quello pratico e applicativo in cui consisteva appunto l'«astrologia» come viene intesa oggi, pur trattandosi sostanzialmente di sinonimi. Questa distinzione fra teoria e prassi, variamente interpretata, porterà nell'alto Medioevo a considerare lecita un'astrologia naturale e a condannare quella ritenuta superstiziosa.
La presenza di elementi fatalistici nell'astrologia era stata un tratto peculiare dello stoicismo, che vedeva l'universo dominato da rapporti di affinità o simpatia, attraverso cui il Logos determinava la sorte degli uomini. Contro questa visione, che alimentava il sorgere di polemiche anti-astrologiche, Plotino negava agli astri un potere di causalità, attribuendo semmai ad essi il valore di segni, capaci cioè di descrivere, non di provocare, il futuro corso degli eventi. Il fato quindi, per Plotino, non è ineluttabile, a condizione di sapersi elevare al di sopra di esso, verso la dimensione dell'Anima superiore che non soggiace agli impulsi corporei:
(Plotino, Enneadi, II, 3, 10)
Con l'avvento del cristianesimo si accentuò l'importanza della libertà individuale per meritare la grazia e la salvezza, sicché come sostenne Agostino l'astrologia fatalista, giustificando le tendenze naturali ritenute insite nell'essere umano, avrebbe potuto minarne la forza volitiva di combatterle.
Nel Medioevo l'astrologia andò così incontro a una naturale decadenza, perdendo attinenza colla dimensione del sacro, riducendosi a superstizione o concentrandosi principalmente nella diagnosi e trattamento dei pazienti che abbisognavano di cure mediche.

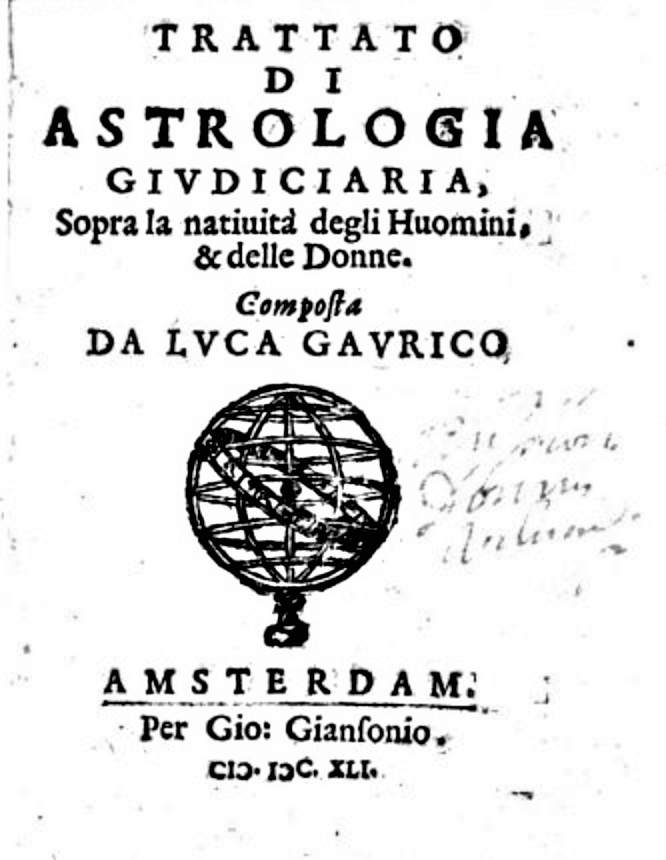
Frontespizio del Trattato di Astrologia Giudiciaria di Luca Gaurico (1539)

Un ulteriore utilizzo era la sua applicazione per stabilire il futuro andamento meteorologico basandosi sulle tesi aristotelico-tolemaiche che i pianeti potessero causare dei mutamenti nel mondo sublunare attraverso l'influsso sulla qualità dei quattro elementi naturali terrestri. I suoi limiti all'ambito della natura erano pertanto simili a quelli che servivano a definire anche la cosiddetta magia naturale.
L'incontro col mondo arabo, che invece aveva mantenuto viva una tradizione astrologica di tipo divinatorio, riaprì tuttavia il dibattito sui confini leciti di questa disciplina, che elevava l'astrologo al rango di «giudice», capace di emettere le sentenze irrevocabili delle stelle.
Agli autori cristiani del tardo Medioevo l'astrologia giudiziaria di matrice araba sembrava anzi accentuare il fatalismo della cosmologia stoica. Alberto Magno nel suo Speculum Astronomiae cercò di porre ordine tra i vari trattati che si stavano diffondendo nella sua epoca, ravvisando nella scienza dei giudizi degli astri una sorta di convergenza tra filosofia naturale e metafisica, e chiarendo il modo in cui il loro influsso potesse esercitarsi sull'uomo.
Dopo che l'astrologia ebbe ripreso vigore negli ambiti accademici, culturali e persino religiosi, in epoca umanistica fu soprattutto Marsilio Ficino, nella sua Disputatio contra iudicium astrologorum, a condannare l'astrologia giudiziaria più deteriore, ma ammettendo al contempo, riprendendo Plotino, la possibilità della profezia come espressione del manifestarsi della provvidenza, operante in vista di un fine e quindi superiore alla nozione necessitante del fato.
Rivalutando anzi gli oroscopi personalizzati, l'astrologia per Ficino non deve vincolare a una catena di effetti ineluttabili, ma al contrario fare luce su potenzialità, talenti e predisposizioni proprio per consentire una maggiore libertà di azione.
Per vie diverse Pico della Mirandola nelle Disputationes adversus astrologiam divinatricem esaltava la libertà umana contro l'irresponsabilità di delegare agli influssi astrali l'edificazione del proprio destino. Tra i filosofi rinascimentali sarà infine Giordano Bruno a recuperare un'interpretazione dell'astrologia in senso neoplatonico, intesa come l'antica pratica mantica di cogliere la corrispondenza qualitativa con eventi collettivi funesti o benefici, slegata dalle tecniche dell'astrologia genetliaca o individuale.
Nel 1586 tuttavia papa Sisto V emanò la bolla Coeli et Terrae Creator che proibiva definitivamente l'uso dell'astrologia giudiziaria.

## Forme di astrologia giudiziaria
In quanto disciplina che si propone di approdare a dei giudizi, ovvero a delle conclusioni, l'astrologia giudiziaria può essere identificata con l'astrologia tout court nel senso più ampio e generale, essendone l'espressione più compiuta e sviluppata.
Essa consiste propriamente in quella che nell'antichità veniva chiamata apotelesmatica, ossia «scienza degli effetti» prodotti dalle stelle. 
A partire da questa forma generale, si possono distinguere quattro branche astrologiche più particolari, secondo la ripartizione di David Pingree:
- Astrologia elettiva, che indaga i momenti più favorevoli per dare avvio a un'impresa o un'iniziativa personale.[26]
- Astrologia natale, che anticamente si chiamava genetliaca,[27] rivolta alla stesura di oroscopi individuali basati sul luogo e sul momento di ogni singola nascita.[28]
- Astrologia mondiale, o cattolica (nel senso di universale), riferita ai grandi eventi collettivi del mondo e della storia umana.[29]
- Astrologia oraria, che effettua previsioni basate sulla qualità del tempo, cioè sulla configurazione planetaria corrispondente al momento in cui viene posta una precisa richiesta in un certo ambito.[30]

Astrologia oraria ed elettiva un tempo erano riunite nella cosiddetta «astrologia catarchica», dal greco katà + arché, ossia concernente gli inizi di un evento o di un'attività.